# Gilbertown
Gilbertown – miasto w Stanach Zjednoczonych, w stanie Alabama, w hrabstwie Choctaw. W roku 2023 miasto zamieszkiwało 714 osób, a gęstość zaludnienia wynosiła 357 osób/km².